# 坎曼尔诗笺
坎曼尔诗笺，又称坎曼尔诗签，是两張写有汉字诗歌、署名坎曼尔的纸页。中国科学院院长、中国史学会主席郭沫若认为诗笺“可称为无价之宝”，但此后陆续有人质疑其为伪造，是为中国大陆学术界著名公案。

## 文物信息
两张纸页均长20余厘米，宽10余厘米，各有一面写有汉字。一张上的汉字为白居易賣炭翁诗，署名“坎曼尔元和十五年抄”；另一张为憶學字、教子和訴豺狼三首诗，署名“纥坎曼尔元和十年”。反面亦有文字，一张模糊不可辨识，另一张为察合台文。两页汉字全文如下：
| 憶學字古來漢人為吾師為人學字不倦疲吾祖學 字十餘載吾父學字十二載今吾學之十三載李杜 詩坛吾欣賞訖今皆通習為之 教子小子讀書不用心不知書中有黃金早知書中 黃金貴高招明燈念五更 訴豺狼東家豺狼惡食吾𩛡飲吾血五谷未離場大 布未下機已非吾所有〻朝一日天崩地裂豺狼死吾 卻雲開復見天 紇坎曼爾元和十年 |

| 炭翁伐薪燒炭南山中滿面塵灰烟火 蒼十指黑賣炭得錢何所营身上衣裳口中食 身上衣正單心憂炭賤愿天寒夜來城外一尺雪 駕炭車輾冰轍牛困人飢日已高市南門外泥中歇 兩騎翩翩來是誰黃衣使者白衫兒手把文書口称 敕迴車叱牛牽向北一車炭重千餘斤宮使驅將惜 不得半匹紅紗一丈綾繫向牛頭充炭直 坎曼爾元和十五年抄 |

据称，两张纸于1959年10月在婼羌县米兰遗址出土，当时粘合在一起，被当作一张纸页，后藏于新疆维吾尔自治区博物馆。1962年，才将两张纸揭开，并发现内面写有汉字。

## 郭沫若的研究
1971年，诗笺送至北京参展，交郭沫若过目。时任全国人大常委会副委员长、中国科学院院长、中国史学会主席的郭沫若为之撰写了〈坎曼尔诗签〉试探，次年发表在《光明日报》和《文物》上。坎曼尔诗笺由此名声大噪。
郭沫若不了解中亚文字，故其文章未识读反面，而仅研究诗笺的汉字部分。郭文认为，坎曼尔为回纥人，虽出身地主家庭，却是一位痛斥恶霸地主、抛弃狭隘民族主义情感的进步人士。郭文还指出，坎曼尔祖孙四代学习汉文，喜爱李白和杜甫的诗作，体现出“新疆的文化在唐代和内地没有两样”，证明苏联方面主张的“中国的北界是万里长城，西界从来没有超出过甘肃和四川”的看法是狂妄的。郭文称赞坎曼尔诗笺“直可称为无价之宝”。

## 杨镰的辨伪
在郭沫若发表文章的同时，也有学者质疑坎曼尔诗笺的真实性，包括張政烺、史樹青等人，但仅限于口头意见。1980年，萧之兴在《光明日报》上发表关于〈坎曼尔诗笺〉年代的疑问，引发学界震动。适逢《郭沫若全集》正在编撰，编委会委派社科院历史所黄烈、周自强赴疆调查，得知新疆博物馆保管员施惠昌曾描过纸上汉字，研究员李征曾烘烤过纸张，但仍未确认其係伪造。
1991年，杨镰在《文学评论》上刊发〈坎曼尔诗笺〉辨伪。杨文从多个角度质疑诗笺，如：米兰遗址出土的非汉字文书均为吐蕃文，且发掘报告无此文物；该两张纸粘合时不可能不露出内面汉字；1962年施惠昌将两张纸揭开后，直到1969年才由李征首次向博物馆其他研究员提起；古代中亚穆斯林通常不会在已有汉字的废纸上写字，而反面察合台文的语法和拼写不会早于17世纪；察合台文内容为疏附县乌帕尔乡一带地名，沙比提怀疑原纸是1958年前后在乌帕尔考古后带回博物馆的旧文书。杨文还得到了直接证据：施惠昌亲笔承认自己与李征伪造了诗笺（此时李征已去世）。杨文最后强调，此事的主要责任不在于任何个体，而在于时代氛围。
杨文发表后，虽仍有一些反驳文章，但坎曼尔诗笺为李征伪造的观点已成为主流。

## 主谋疑云
2000年，孤岛、梁越采访施惠昌时，施又否认此事，称李征性格胆小，不会造假，而自己是因为害怕才写下承认书。2019年，李征追思会上，王素、黄纪苏等人认为李征为人诚实正直，性格胆小怕事，不太可能主动伪造，而杨镰在李征去世后“缺席审判”的做法失之轻率和不公。柴剑虹亦回忆，杨镰在查证时曾恫吓施惠昌，使其招供。
据黄纪苏称，王炳华曾向李征问起此事，李征称“此事一言难尽”，待痊愈后再详述，但不久后即病逝。孤岛、梁越猜测，诗笺若係伪造，则还应存在第三人主导此事。